# Извору (Вишина)
Извору (рум. Izvoru) насеље је у Румунији у округу Дамбовица у општини Вишина. Oпштина се налази на надморској висини од 157 m.

## Становништво
Према подацима из 2002. године у насељу је живело 621 становника, од којих су сви румунске националности.